# Center (basket)

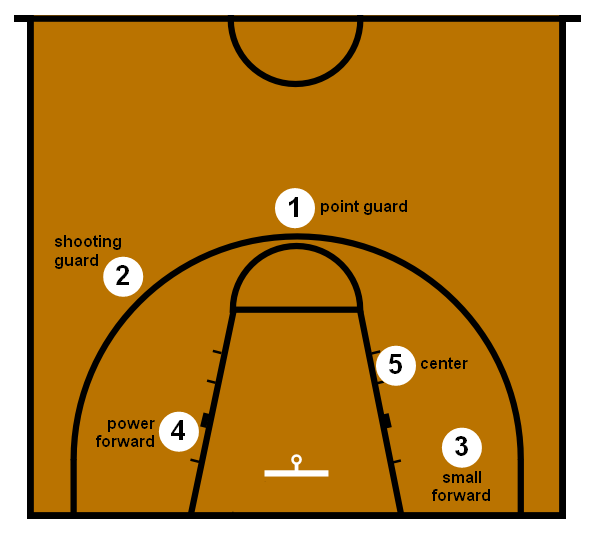
Nummer fem på bilden

Center (C), även kallat "femman", är en position inom basket. En center brukar, med få undantag, vara den längsta spelaren i laget och har som främsta uppgift att ta returer och spela inside under korg. En centers längd brukar vara från 208 cm och uppåt. Det är oftast centern som tar uppkasten. Bland de mest framträdande spelarna som spelar center finns Shaquille O'Neal, 216 cm och Yao Ming, 229 cm. Tidigare bra centrar är Kareem Abdul-Jabbar, 218 cm, Wilt Chamberlain, 216 cm och George Mikan, 208 cm.
Den längsta centern som någonsin varit med i ett NBA-lag är japanen Yasutaka Okayama som mätte hela 234 cm, han spelade dock aldrig en match i NBA. De längsta centrar som spelat NBA-matcher är rumänen George Muresan och sudanesen Manute Bol, båda 231 cm långa.
Vilka spelare som ska räknas som centrar är omtvistat. Spelarna Ben Wallace och Dennis Rodman har listats som centrar men anses av många som både för korta och alltför lika power forwards i sin spelstil och positionering på banan. Det motsatta gäller bland annat Tim Duncan som anses både vara lång som en center med sina 2,11 m och ha en utpräglad centerspelstil men trots det är han listad som power forward.
Centrar är oftast dåliga skyttar, särskilt när det gäller straffkast. Så har till exempel Shaquille O'Neal högre skottprocent på sina vanliga skott än på sina straffkast. Detta gör att många lag har som taktik att foula centrar hårt så att de i stället måste skjuta straffkast.

## Kända centrar

### Damer
- Anne Donovan
- Lauren Jackson
- Lisa Leslie
- Rebecca Lobo
- Uljana Semjonova

### Herrar
- Kareem Abdul-Jabbar
- Wilt Chamberlain
- Patrick Ewing
- Dwight Howard
- George Mikan
- Yao Ming
- Hakeem Olajuwon
- Shaquille O'Neal
- Robert Parish
- Bill Russell
- Joel Embiid
- Nikola Jokic